# Mike Crapo
Mike Crapo, właśc. Michael Dean Crapo (ur. 20 maja 1951) – amerykański polityk, senator ze stanu Idaho (wybrany w 1998 i ponownie w 2004), członek Partii Republikańskiej. Wcześniej, w latach 1993–1999 był przedstawicielem drugiego okręgu wyborczego w stanie Idaho do Izby Reprezentantów Stanów Zjednoczonych.
Amerykańska Unia Konserwatywna przyznaje mu dożywotnią ocenę 90,89 pod względem konserwatyzmu. Jest członkiem mormońskiego Kościoła Jezusa Chrystusa Świętych w Dniach Ostatnich.
W 2012 roku miał incydent związany z jadą pod wpływem alkoholu, za co został skrytykowany w świetle zasad jego religii dotyczących wstrzemięźliwości.